# Xã Baker, Quận Gove, Kansas
Xã Baker (tiếng Anh: Baker Township) là một xã thuộc quận Gove, tiểu bang Kansas, Hoa Kỳ. Năm 2010, dân số của xã này là 1.291 người.